# 二塚古墳 (仙台市)
二塚古墳（ふたつかこふん）は、現在の宮城県仙台市太白区鹿野2丁目にあった古墳である。中期あるいは後期の前方後円墳で、20世紀の初めに石棺が見つかった。長さ20-30メートル。古墳は1949年に破壊され、現存しない。

## 概要
仙台市中心部から南西にある大年寺山の南方の沖積平地に造られた。かつては約300メートル東に一塚古墳があり、東北に離れて兜塚古墳が現存する。地元では二塚あるいは二塚山と呼ばれていた。隆起が二つある前方後円墳としての特徴が名の由来と思われる。
石棺発見によって注目された当時、古墳がある場所は名取郡茂ヶ崎村に属していた。前方後円の形が明確で、前方部が西にあって一辺約9-11メートル、高さ約2メートルほど、後円部は東にあって直径約13メートル、高さ2.4メートルほどあった。また別に全長約29メートル、幅15メートルともいう。石室・濠・階段などの跡はなかった。
石棺の発見については、1905年（明治38年）夏頃に村の青年が相撲の土俵を作るための土を取ろうとしたときに後円部から石棺を見つけた、1906年（明治39年）3月16日に偶然発掘された、荒地になっていたこの地を開墾していた青木善吉という村人が掘り当てた、と異なる伝えがある。いずれにせよ、1906年の一塚古墳石棺発見に前後して確認されたものである。
内部を刳りぬいた凝灰岩の石棺で、蓋はなかったがそれらしき板状の石が他の場所で見つかったという。寸法は報告によって異なり、長さ約2.3メートルあるいは2.4メートル、幅は約1メートルまたは約45センチメール、深さ30センチメートル余りまたは約24センチメートルであった。
副葬品に須恵器が2個があった。
古墳の上には畑が作られ、石棺は露出したまま1931年（昭和6年）頃にも放置されていた。1949年（昭和24年）に墳丘が崩され跡地が水田になった。今では住宅地になり、古墳の痕跡はない。